# Tibane
Tibane là một đô thị thuộc tỉnh Béjaïa, Algérie. Dân số thời điểm năm 2002 là 5.368 người.